# Göte "Vicke Hallon" Blomqvist
Göte Paulus "Vicke Hallon" Blomqvist, född den 11 januari 1928 i Södertälje stadsförsamling, Södertälje, Stockholms län, död 28 februari 2003 i Västertälje församling, Södertälje, var en svensk ishockeyspelare.
Han blev världsmästare i ishockey 1953 och bronsmedaljör i OS 1952.
Blomqvist kallades även för den bleke bombkastaren.[källa behövs] Han spelade i tröja nummer 7 för Södertälje SK, SSK, under 16 säsonger och gjorde 244 mål på 228 matcher. Han vann SM med SSK 1953 och 1956.
Göte Blomqvist har rekordet som SSK:s bäste målskytt genom tiderna med sina 244 mål. Han vann skytteligan i högsta serien vid tre tillfällen, 1951, 1952, 1953. Han innehar rekordet för mest antal mål på en match, med 8 mål på en match. Han bildade en legendarisk kedja med Stig "Stickan" Carlsson och Erik "Epa" Johansson i SSK. 
Blomqvist spelade även 67 landskamper för Sverige mellan 1947 och 1957, och gjorde 40 mål. Han blev världsmästare 1953 och bronsmedaljör 1952 och 1954. Han deltog i OS 1952 och erövrade en bronsmedalj. Han blev Stor grabb nummer 39 i ishockey.
Smeknamnet "Vicke Hallon" inspirerade till Stefan Bemströms (en annan SSK-spelare) eget smeknamn – "Bemis Blåbär".